# Mark Knopfler
Pour les articles homonymes, voir Knopfler.
Mark Knopfler (prononcé en anglais : /ˈnɒflə(ɹ)/) est un auteur, compositeur, guitariste et chanteur britannique né le 12 août 1949 à Glasgow (Écosse).
Fondateur durant l'été 1977, avec son frère David, du groupe Dire Straits — ce nom vient de l'expression anglaise « to be in dire straits », qui signifie « être dans une situation désespérée, dans la dèche » —, il poursuit depuis 1996 une carrière solo.
Alors que les années 1980 sont marquées par l’avènement de grands groupes et « guitar heroes » caractérisés par leur rôle de superstar, Mark Knopfler se démarque par sa tranquillité et sa sérénité. Il sera d’ailleurs surnommé « l'homme tranquille du rock ».
Ses mélodies sont particulièrement fines et adaptées à son style de guitare très aérien, un style blues-country-rock virtuose qui a pu être comparé, à ses débuts, à Bob Dylan et J.J. Cale. Il utilise donc des techniques et des gammes spécifiques à ces styles. Il emploie par exemple majoritairement la gamme pentatonique mineure ou majeure, issue du blues, qu’il agrémente souvent de gammes mineures ou majeures naturelles, pour offrir une couleur plus marquée et sophistiquée. Il utilise des techniques de jeu tels que des bends, des hammers/pull-off ou du violoning, pour mettre en valeur son jeu plein de nuances, d’expressivité et d’émotion. De plus, son son de guitare est très reconnaissable grâce à sa technique de jeu en fingerpicking (cordes pincées). Enfin, il met un point d’honneur à soigner l’enregistrement de chaque chanson avec divers instruments à cordes, comme dans Brothers in Arms ou encore Tunnel of Love.
Mark Knopfler, avec Dire Straits et en solo, a vendu plus de 130 millions d'albums. Il est classé 27e dans le classement des 100 meilleurs guitaristes de tous les temps selon le magazine Rolling Stone en 2003, et 44e en 2011.

## Biographie
Mark Freuder Knopfler est né le 12 août 1949 à Glasgow (Écosse) d'une mère anglaise, Louisa Mary (née Laidler), et d'un père hongrois, Erwin Knopfler. Sa mère était enseignante et son père architecte et joueur d'échecs que ses sympathies antifascistes et son origine juive avaient contraint à fuir sa Hongrie natale en 1939. Mark Knopfler a plus tard décrit son père comme un agnostique marxiste. Il grandit à Newcastle.

### Carrière

#### Dire Straits

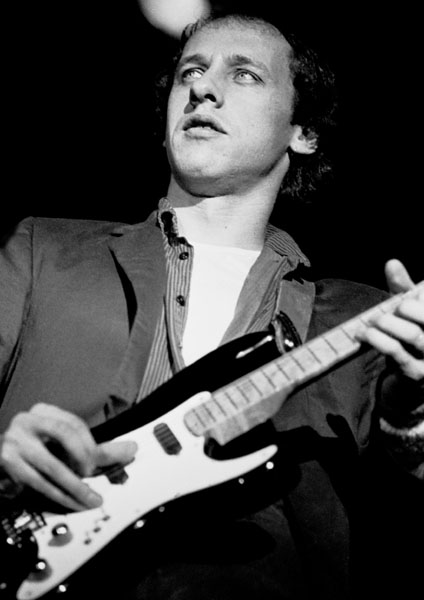
Mark Knopfler à Dublin (Irlande) en 1981 sur scène avec Dire Straits.

Après des études secondaires à Bearsden, dans la banlieue de Glasgow, et avoir travaillé en tant que journaliste à Leeds et professeur assistant d'anglais, il décide de se consacrer intégralement à la musique. Après quelques années de galère et des petits concerts dans les bars sous le nom des Café Racers, le groupe finit par percer avec une chanson qui constituait un hommage à d'autres musiciens : Sultans of Swing. La démo fut diffusée sur Radio London durant l'émission Honkey Tonk. Les réactions ne se font pas attendre puisque quatre producteurs prennent contact avec la station de radio dans les minutes qui suivent. C'est finalement Phonogram qui signe le groupe. C'est durant cette période qu'un ami leur suggère le nom Dire Straits. "To be in dire straits" est une expression de marine (straits signifie détroit en anglais) désignant des eaux dangereuses, et qui signifie « être dans une mauvaise passe ». L'album Dire Straits connaît un succès rapide et le groupe repart pour enregistrer son deuxième opus, Communiqué en 1979. Suivront deux autres albums studio et un live Alchemy en 1983 qui confirment le talent de Knopfler en tant que guitariste. En 1985, l'album Brothers in Arms et les célèbres Money for Nothing (avec le concours de Sting à la voix), Your Latest Trick, Walk Of Life et la chanson éponyme propulsent le groupe au rang de mythe. Les concerts s'enchaînent à un rythme infernal avec parfois plus de deux cents dates dans l'année. L'album est le premier de l'histoire de la musique à dépasser le million de CD vendus.
Après une pause, un album avec les Notting Hillbillies, et quelques piges comme guitariste rythmique de luxe sur des concerts, l'aventure Dire Straits repart en 1991 avec l'album On Every Street, marqué par un succès mondial dès sa sortie. Il s'ensuit une tournée sans précédent de deux ans et près de trois cents concerts. Excédé, épuisé, Mark Knopfler décide de mettre un terme à Dire Straits et de prendre du recul. Il annonce alors « ne plus vouloir entendre parler de Dire Straits pendant au moins dix ans ». Le groupe se reformera encore pour quelques apparitions pour des concerts de charité, notamment avec le guitariste Eric Clapton, mais sa carrière commerciale semble définitivement terminée. Knopfler en a assez des gros concerts, des grosses promotions ainsi que toute l'organisation gigantesque qu'entraîne la venue de Dire Straits. Il préfère désormais faire ce qu'il sait faire sans pression, et surtout apporter des touches musicales incompatibles avec Dire Straits (violons, bouzouki…).
Depuis la dissolution de Dire Straits en 1993, il n'a montré aucun intérêt pour la reformation du groupe. Cependant, le claviériste Guy Fletcher a jusqu'à présent été associé à presque chaque morceau du matériel solo de Knopfler et Danny Cummings a fait de fréquentes apparitions sur ses enregistrements, y compris sur l'album solo Kill To Get Crimson.

#### The Notting Hillbillies
Au plus fort du succès de Dire Straits et afin de faire de la musique plus simplement et sans grosses machineries, Mark Knopfler décide de marquer une pause. Il crée en 1990 le groupe The Notting Hillbillies, avec le chanteur Brendan Croker, le chanteur-guitariste Steve Philipps, le claviériste Guy Fletcher, et Ed Bicknell, manager de Dire Straits, à la batterie. Le style musical est beaucoup plus country/rockabilly que son groupe habituel, et explore les racines de la musique nord-américaine. À son grand dam, The Notting Hillbillies obtiennent un succès international immédiat avec leur album Missing...Presumed Having a Good Time.
Si The Notting Hillbillies décident de ne plus sortir d'album pour ne pas répéter l'aventure Dire Straits, ceux-ci jouent encore de temps en temps, se produisant dans divers bars pour des tournées confidentielles.

#### En solo

##### 1996 - 1999
Il faut attendre cinq ans après le dernier album de Dire Straits pour que son premier album solo voie le jour : Golden Heart (1996). L'album sort un peu de la ligne directe de Dire Straits, avec plus de ballades, de mélodies. Mark Knopfler soigne davantage les arrangements vocaux grâce à son producteur Chuck Ainlay, ainsi que la qualité sonore.
Le 15 avril 1996, Mark Knopfler enregistre dans le studio de télévision de la BBC, le concert spécial « An Evening With Mark », diffusé quelques semaines plus tard et édité en vidéo en 1997 sous le nom d'A Night In London. La tournée se limite à l'Europe, d'avril à août ; six concerts sont diffusés sur les ondes radio. Du groupe Dire Straits, seul Guy Fletcher est encore présent, les autres membres étant des musiciens de studio américains, recrutés à Nashville et ayant participé à des degrés divers à l'enregistrement de l'album Golden Heart, et Electra String, un quatuor à cordes.
Le 19 juin 1999, Mark fait partie des invités au mariage de John Illsley, et joue pour l'occasion avec d'autres ex-membres de Dire Straits : John Illsley, Guy Fletcher et Alan Clark. Le batteur pour cette occasion est Ed Bicknell. Chris White est présent mais n'ayant pas amené d'instrument, il ne les rejoint pas sur scène,. Ceci constitue à ce jour la dernière fois que le groupe Dire Straits dans sa formation officielle joue ensemble.

##### 2000 - 2009
Mark Knopfler poursuit avec Sailing to Philadelphia, sorti en 2000. L'album connaît un franc succès, notamment grâce au single What It Is, et permet d'asseoir la carrière solo du guitariste. L'année 2000 voit la fin de la collaboration entre Mark Knopfler et son manager historique, Ed Bicknell, remplacé par Paul Crockford. Celui-ci continue, via un communiqué officiel, à autoriser les fans à enregistrer les concerts pour leur usage personnel.
La tournée 2001 débute fin mars par l'Amérique du Sud et se termine à Moscou le 31 juillet suivant. Le groupe connaît un seul changement : le claviériste Jim Cox, ne pouvant prendre l'avion à cause de problèmes d'oreille interne, est remplacé par Geraint Watkins. Trois concerts seront diffusés à la radio, celui de Madrid étant quant à lui filmé pour une sortie en DVD.
Le gimmick de la tournée est le final de la chanson inédite Pyroman. Après quelques concerts, Glenn Worf a pris l'habitude de faire rebondir le nez de sa basse contre le sol. Afin de préserver son instrument habituel, une basse d'occasion est achetée à San Francisco. Elle finit par céder au cinquième concert, avant la fin de la tournée, et a été vendue aux enchères au profit d'une œuvre de charité.
Au mois de juillet 2002, « Mark Knopfler and Friends » donnent quatre concerts de charité. Pour la première partie, Knopfler est accompagné par les Notting Hillbillies, avec Danny Cummings en lieu et place d'Ed Bicknell. Ils interprètent Quality Shoe alors inédit. Pour la seconde partie, The Notting Hillbillies laissent place à d'autres musiciens, dont John Illsley pour lequel ce sont les seules apparitions scéniques post Dire Straits en compagnie de Mark Knopfler. Le setlist est quasi exclusivement réservé au répertoire de Dire Straits, les exceptions étant Why Aye Man, What It Is et Baloney Again, jouée les deuxième et troisième soirs à la place de Your Latest Trick. Outre le toujours présent Guy Fletcher, Chris White est de la partie. L'album suivant, The Ragpicker's Dream, sorti en 2002, affiche un style intimiste avec des chansons calmes, loin des solos rock.
Le 17 mars 2003, Mark Knopfler est renversé à moto par une voiture à la veille de la répétition pour la tournée à venir. Cette dernière est annulée. Durant sa convalescence, il compose son album suivant.
Selon le classement arbitraire établi par David Fricke pour Rolling Stone Magazine, il ressort comme le 27e des 100 plus grands guitaristes de tous les temps mais reclassé au 44e rang en 2011.
Shangri-La (2004) affiche un retour vers le style country-blues dont il tire ses influences musicales.
Ce dernier album fait l'objet d'une importante tournée qui débute le 28 février 2005 à Johannesbourg pour se terminer à Vancouver le 31 juillet 2005 et qui se compose de 105 prestations aux quatre coins du monde. Jim Cox qui ne peut toujours pas tourner mais qui a continué à enregistrer les albums en studio, est remplacé cette fois par Matt Rollings, session man pour le titre Rüdiger de l'album Golden Heart. Le reste du groupe est inchangé jusqu'à la fin mars. Mais pendant la pause de dix jours avant d'attaquer le continent européen le 1er avril, Chad Cromwell annonce qu'il sera absent pour raisons personnelles jusqu'au 3 mai et c'est Danny Cummings qui est rappelé pour assurer l'intérim. Finalement, Chad Cromwell n'est jamais revenu.
Mark Knopfler accepte au cours de la tournée un partenariat pour diffuser ses concerts en téléchargement. Le projet « Crowfly Live » ne va pas à son terme. Seuls une partie des enregistrements de concerts sont ainsi mis en vente. Contrairement au souhait initial de Mark Knopfler, ces concerts sont finalement protégés via DRM limitant leur nombre de copies et les réservant aux utilisateurs sous Windows.

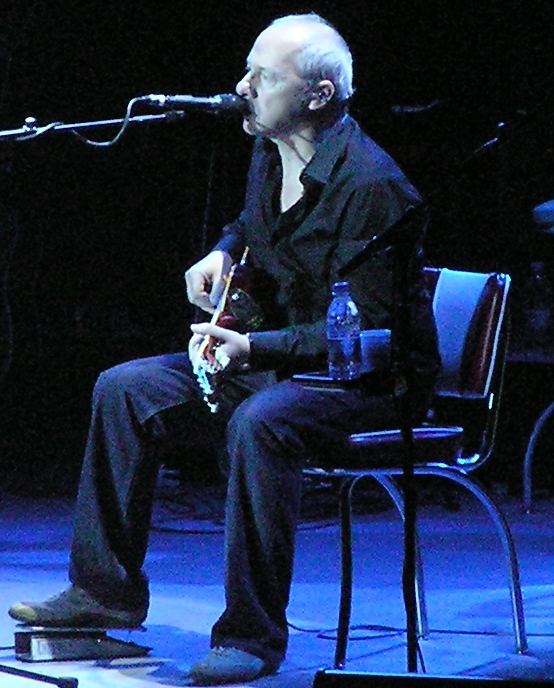
Mark Knopfler en concert à Hambourg en 2006.

Après cette tournée, Mark Knopfler retrouve le chemin des studios, où il finalise l'enregistrement d'un album en duo avec la chanteuse Emmylou Harris, album intitulé All the Roadrunning, sorti en avril 2006. Une mini-tournée européenne et américaine assure entre mai et juin 2006 la promotion de cet album. Emmylou Harris avait déjà participé à quelques concerts de Mark Knopfler aux États-Unis lors de la tournée 2001, et le groupe présent sur scène est le même que lors de la partie européenne de la Tournée Shangri-La, augmenté de Stuart Duncan (en) au violon et à la mandoline.
En novembre 2006, sort un coffret DVD/CD du concert Real Live Roadrunning. Si le DVD retranscrit la quasi-intégralité du live (amputé de Michelangelo chanté par Emmylou Harris en solo mais retiré à sa demande), le format audio voit plusieurs chansons supprimées (comme I Dug Up a Diamond et Born to Run) mais contient All That Matters enregistrée le 21 juin à Washington. Le concert a été enregistré le 28 juin au Gibson Ampitheatre à Universal City aux États-Unis. Contrairement à All the Roadrunning, Real Live Roadrunning ne se vend pas très bien.
Mark Knopfler enregistre son nouvel album solo, au British Grove Studio à Londres, Kill To Get Crimson (2007) avec une équipe réduite : Guy Fletcher, Glen Worf, Danny Cummings et Chuck Ainlay qui sera mixé à Nashville. Pour la première fois depuis 1996, Richard Bennett, Jim Cox et Chad Cromwell sont absents. Le saxophoniste Chris White joue sur quelques titres. L'album sort le 17 septembre 2007.
La tournée mondiale débute le 29 mars 2008 à Amsterdam et se poursuit jusqu'à l'été ; elle passe par la Belgique, la France, l'Italie, l'Espagne, la Grèce, la Suisse, les Pays-Bas, la Russie, la Turquie, la Suède, la Norvège, la Finlande, le Royaume-Uni, l'Autriche, la Croatie, la Serbie, la République tchèque, la Hongrie, la Bulgarie, le Danemark, l'Irlande et le Luxembourg. La deuxième partie de la tournée a lieu aux États-Unis et au Canada du 24 juin au 31 juillet.
Un nouvel album, Get Lucky, sort le 14 septembre 2009. Cette sortie est suivie d'une tournée : elle débute en avril 2010 par les États-Unis pour finir fin juillet en Europe. Trois éditions de l'album Get Lucky sont mises en vente : deluxe edition, limited edition, standard jewel case.

##### 2010 - 2020
Un DVD (en 5.1) de la tournée Alchemy paraît le 10 mai 2010.
Mark Knopfler retourne en studio début mars 2011 pour l'enregistrement d'un nouvel album. En mars 2012, le mixage de l'album Privateering est terminé. Il sort le 3 septembre 2012. Composé de vingt nouveaux titres, l'album se voit augmenté d'un CD 5 titres issus de concerts dans la version deluxe et d'une vidéo, de la version vinyle et d'autres détails dans la version super deluxe.
Une tournée européenne en double affiche avec Bob Dylan est organisée au second semestre 2011. Celle-ci est reprise à l'automne 2012 pour l'Amérique du Nord.
Mark Knopfler participe à l'album du trompettiste de jazz Chris Botti, Impressions, sorti le 17 avril 2012. Mark chante et joue de la guitare sur la chanson What a Wonderful World.
Au printemps 2013, Mark Knopfler commence une tournée européenne de promotion de l'album Privateering. Le single Beryl sort le 16 janvier 2015, faisant référence à la romancière anglaise Beryl Bainbridge. Son huitième album, Tracker, sort le 16 mars 2015.
En avril 2016, Mark Knopfler participe à l'album Black Cat (en) de Zucchero en accompagnant à la guitare les chansons Ci si arrende et Streets of Surrender (S.O.S), dédicacée aux victimes des attentats de Paris. Il est invité en 2017 sur l'album Wonderful Wonderful de The Killers dans le morceau final Have All the Songs Been Written?. On peut l'entendre également sur l'album Waiting on a Song de Dan Auerbach.
En juin 2017, Mark Knopfler annonce la sortie d'un nouvel album pour mars 2018, le neuvième de sa carrière solo : Down the Road Wherever, qui sort finalement le 16 novembre, comporte 14 titres (16 pour l'édition deluxe). À l'aube de ses 70 ans, Mark Knopfler effectue une tournée internationale qu'il annonce comme un adieu, chose qu'il finit par démentir. Cette tournée, Down the Road Wherever, débute le 25 avril 2019 et s’achève le 25 septembre 2019 à New York. À Barcelone, il indique sur scène à son public : « Je suis vieux maintenant vous savez... Je veux vous remercier pour toutes ces merveilleuses années où je suis venu vous dire bonjour, mais maintenant je dois vous dire au revoir. Je suis très triste. Je vais continuer à enregistrer des disques et écrire des chansons, mais les tournées pour « old grand dad », c'est terminé. ».

##### Depuis 2020
Fin 2023, l'artiste décide de vendre ses guitares aux enchères. La vente se déroule le 31 janvier 2024 à Londres chez Christie's et propose plus de 120 guitares et amplis dont la Gibson Les Paul de 1983 utilisée pour enregistrer Money for Nothing et Brothers In Arms, en autres. Le total de la vente atteint 9.376.800€ dont 812.681€ pour la Gibson Les Paul Standard Vintage de 1959. Mark Knopfler annonce que 25% de la vente seront reversés à des organisations caritatives 
Alors que l'album One Deep River est annoncé pour le 12 avril 2024, un premier single intitulé Ahead of the Game est lancé le 24 janvier. À la même occasion, Mark Knopfler, annonce qu'il s'est associé à plus de soixante artistes, réunis sous le nom de Mark Knopfler's Guitar Heroes, pour la production d'un single caritatif qui sera lancé le 15 mars 2024 au profit du Teenage Cancer Trust (en) et du Teen Cancer America. Cette reprise de l'instrumental de 1983 Going Home: Theme of the Local Hero (en) a été enregistrée sur plusieurs mois et comporte la dernière session en studio de Jeff Beck, mort en janvier 2023. La majorité des contributeurs sont des guitaristes, tels Bruce Springsteen, David Gilmour, Eric Clapton, Ronnie Wood, Joan Armatrading, Pete Townshend, Brian May, Joe Bonamassa, Alex Lifeson, Sheryl Crow, Vince Gill, Joe Satriani, Steve Vai, entre autres, mais Roger Daltrey est à l'harmonica, Sting à la basse et Ringo Starr et son fils Zak sont à la batterie.

### Vie personnelle
Mark Knopfler est toujours resté très discret sur sa vie personnelle.
Il se marie le 4 mars 1972 à Katleen Urwin mais le couple se sépare un an plus tard. Le 10 novembre 1983, il épouse en secondes noces Lourdes Salomone. Ils deviennent parents de jumeaux Joseph et Benji en 1987. Le couple se sépare au début des années 1990. Le 14 février 1997, Mark Knopfler se marie pour la troisième fois. Il épouse à La Barbade Kitty Aldridge (en), une actrice et écrivaine qu'il fréquentait depuis trois ans. Ils ont deux filles, Isabella, née en 1998, et Katya, en 2003.
Depuis son enfance, Mark Knopfler est fan du club de foot Newcastle United Football Club. Going Home (thème du film Local Hero) est d'ailleurs régulièrement diffusé par le club comme musique d'ouverture lors des matchs du club joués à domicile.
Amateur d'automobiles, Knopfler est propriétaire d'une collection de voitures classiques (notamment une Maserati 300S et une Austin-Healey 100S).
Son nom a également été donné à une espèce de dinosaure, le Masiakasaurus, dont le nom scientifique est Masiakasaurus knopfleri.
En 2018, sa fortune personnelle était estimée à près de 75 M £ (selon la liste du Sunday Times), ce qui le plaçait parmi les 40 artistes de musique les plus riches d'Angleterre.

## Discographie
La discographie de Mark Knopfler est aussi composée de nombreuses bandes originales de film. C'est d'ailleurs à l'occasion de la création de son deuxième projet pour le cinéma qu'il rencontre Guy Fletcher qui intègre alors Dire Straits et ne quitte plus Mark Knopfler par la suite, que ce soit avec The Notting Hillbillies ou durant sa carrière solo.

### The Notting Hillbillies
- Missing...Presumed Having a Good Time - 1990

### Chet Atkins
- Neck and Neck - 1990

### Emmylou Harris
- All the Roadrunning 24 avril 2006
- Real Live Roadrunning 24 novembre 2006

### En solo

#### Albums studio
- Golden Heart (1996)
- Sailing to Philadelphia (2000)
- The Ragpicker's Dream (2002)
- Shangri-La (septembre 2004)
- Kill to Get Crimson (septembre 2007)
- Get Lucky (14 septembre 2009)
- Privateering (3 septembre 2012)
- Tracker (16 mars 2015)
- Down the Road Wherever (16 novembre 2018)
- One Deep River (12 avril 2024)

#### Extended Play
- What It Is EP (2000)
- The Trawlerman's Song EP (R-U - 2005)

#### Album en public
- One Take Radio Sessions (juin 2005)

#### Compilations
- Private Investigations - The Best of Mark Knopfler & Dire Straits (2005)
- The Studio Albums 1996-2007 (2021) (coffret 6 CD dont 1 CD bonus Gravy Train: The B-Sides 1996-2007)
- The Studio Albums 2009-2018 (2022) (coffret 6 CD dont 1 CD bonus Back in the Day: The B-Sides 2009-2018 inclus 2 inédits "Back in the Day" & "Precious Voice From Heaven")

### Collaborations
- Slow Train Coming (de Bob Dylan) - 1979
- Time out of Mind (de Steely Dan) - 1980
- King's call (de Phil Lynott) - 1980
- Infidels (de Bob Dylan) - 1983
- Release (de David Knopfler) - 1983
- Never Told a Soul (de John Illsley) - 1984
- Miracle (de Willy DeVille) - (1987)
- ...Nothing Like the Sun (de Sting) - 1987
- Land of Dreams (de Randy Newman) - 1988
- Down in the Groove (de Bob Dylan) - 1988
- Glass (de John Illsley) - 1988
- The Booze Brothers (de Brewers Droop) - 1989
- Neck and Neck  (de Chet Atkins) (1990)
- Big River (de Jimmy Nail) - (1995)
- The Lily of the West sur l'album The Long Black Veil des The Chieftains - (1995)
- Parallel Tracks (de The Royal Scots Dragoon Guards) - 2002
- Deja Vu All Over Again (de John Fogerty) - 2004
- Sea Fever (de William Topley) - juin 2005
- Inamorata (de Guy Fletcher) - 2007
- From The Reach (de Sonny Landreth) - 2008
- Love Song (de the Dandy Warhols sur (Earth to the Dandy Warhols) - 2008
- Burn You Playhouse Down (de George Jones) - 2008
- Streets of Heaven (de John Illsley) - mai 2010
- Just Across the River (de Jimmy Webb) - 2010
- Amerikana (de Thomas Dolby) - 2010
- When the Morning Comes (de Jon Almlen) - 2010
- Memories of my Trip (de Chris Barber) - 2011
- The Gathering (de Diane Shurr) - 2011
- Freak Flag (de Greg Brown) - 2011
- Mercury (de Pieta Brown) - 2011
- The Sailor's Revenge (de Bap Kennedy) - 2012
- Waiting for a Dream (de Bo Walton) - 2012
- Avonmore de Bryan Ferry - Guitare sur Lost - 2014
- Ci si Arrende (de Zucchero) - 2016
- Shine on Me (de Dan Auerbach) - 2017

- Sur son album de 2001, Sailing to Philadelphia, Mark Knopfler invite James Taylor (sur la chanson éponyme) et Van Morrison (The Last Laugh) pour effectuer des duos. Il invite aussi Gillian Welch et David Rawlings (Prairie Wedding et Speedway at Nazareth) et Glenn Tilbrook (Silvertown Blues) comme choristes.
- En 1984, Il offre sa chanson Private Dancer à Tina Turner lui permettant ainsi de faire rebondir sa carrière après sa rupture d'avec Ike Turner.
- Il a été invité parmi d'autres vedettes pour participer à des enregistrements caritatifs ou d'hommages:
  - Chimes of Freedom: Songs of Bob Dylan Honoring 50 Years of Amnesty International - Reprise de Restless Farewell de Bob Dylan - 2012
  - The Breeze: An Appreciation of JJ Cale (Eric Clapton & Friends) - Guitare et chant sur Someday et Train to Nowhere, cette dernière avec Don White. - 2014
  - Il est aussi l'instigateur du réenregistrement de Going Home: Theme of the Local Hero (en) avec les Mark Knopfler’s Guitar Heroes - 2024
- Mark Knopfler a également collaboré avec Hank Marvin, Brendan Croker, J.J. Cale, Rory Block, Phil Lynott, Jimmy Nail et autres.

## Filmographie
Sauf indication contraire, les informations mentionnées dans cette section peuvent être confirmées par la base de données cinématographiques IMDb,  présente dans la section « Liens externes ».
Mark Knopfler a composé tout ou partie de la bande originale des productions suivantes. Toutes n'ont pas été éditées en albums.
En 1993, sort une compilation Screenplaying, regroupant les musiques de films composées par Mark Knopfler.

### Cinéma
- 1983 : Local Hero
- 1984 : Cal
- 1984 : Joie et Réconfort (Comfort And Joy)
- 1987 : Princess Bride
- 1989 : Dernière sortie pour Brooklyn (Last Exit to Brooklyn)
- 1991 : Tishina - avec John Maklafin et Krzysztof Penderecki
- 1996 : Twister - chanson Darling Pretty
- 1997 : Metroland
- 1998 : Des hommes d'influence (Wag the Dog)
- 2001 : Un but pour la gloire (A Shot at Glory)
- 2016 : Altamira - avec Evelyn Glennie

### Télévision
- 1999 : Robbie le renne dans la grande course polaire (Hooves of Fire) (téléfilm d'animation)
- 2007 : Seeing in the Dark (téléfilm documentaire) - avec Guy Fletcher

## Guitares utilisées
Plusieurs marques composent sa collection, essentiellement Fender, Schecter, Pensa, Gibson :

### Fender
Sa marque de fabrique, à n'en pas douter. Mark Knopfler reste fortement lié à l'image de sa Stratocaster rouge, emblématique de ses débuts avec Dire Straits.

#### Stratocaster
- Stratocaster de 1961, n° de série 80470, repeinte en rouge. Modifications : bouton de volume noir, touche en érable au lieu du palissandre. Manche remplacé en 1982 par un manche Schecter.
- Stratocaster n° de série 68354, repeinte rouge, avec touche en palissandre. C'est la guitare qui l'a le plus accompagné sur scène dans ses débuts.
- Stratocaster 1954, finition sunburst, surnommée par Mark Jurassic Strat. Modèle rare : vernis et micros d'origine.
- Stratocaster Knopfler signature Series, utilisée notamment sur la tournée « Shangri-La ».

#### Telecaster
- Thinline Telecaster, n° 226254. Thinline signifie qu'elle possède des ouïes en f, qui furent ensuite refermées par Steve Phillips, des Notting Hillbillies. Cette guitare appartient en fait au frère de Mark, David Knopfler. Il l’utilise d’ailleurs dans la chanson Walk of Life.
- Custom Telecaster, finition sunburst, n° 178112. Achetée aux tout débuts de Dire Straits.
- Telecaster 1952, finition Butterscotch.

### Schecter
- Forme Strat, rouge, n° de série S 8218. La plus utilisée par Mark entre 1980 et 1985. Équipée de micros Seymour Duncan Vintage, puis de Seymour Duncan Alnico Pro.
- Forme Strat, finition sunburst, reconnaissable aux repères de touche en points. Fut volée.
- Forme Strat, finition sunburst, n° de série S8001, sans repères de touche, avec entrée jack sur la tranche : destinée à remplacer la précédente, qui avait été volée.
- Forme Tele, finition rouge avec filet blanc, n° S8703.
- Forme Strat, blanche, assemblée par John Suhr. Micros Seymour Duncan Alnico Pro. Curiosité : le logo Fender figure sur la tête, alors qu'il s'agit d'une Schecter.
- Forme Tele, noire, n° de série S8421. Possède désormais un pickguard blanc.

### Pensa
Entre 1987 et 1992, Mark utilisa beaucoup de modèles Custom, construits par le luthier John Suhr, pour le compte du magasin Pensa Music Shop, à New York. John Suhr ne travaille désormais plus pour Pensa, mais fabrique des guitares sous son nom.
- Pensa-Suhr mkI : la guitare principale de Mark pendant toutes ces années. Table en érable moucheté, micros actifs EMG (SA/SA/85 + EMG SPC).
- Pensa-Suhr finition noire, micros actifs EMG (SA/SA/85 + EMG SPC)
- Pensa-Suhr mkII : corps en acajou, table en koa flammé, trois micros simples Lindy Fralin '54.
- Pensa-Suhr R Custom : guitare-synthé, contrôle le Synclaviar.
- Pensa-Suhr sans nom : corps acajou, table érable flammé, 3 micros simples Seymour Duncan Antiquity. Possède un diapason court (comme une Gibson).

### Gibson
On voit désormais Mark utiliser plus fréquemment des Gibson, et en particulier des Les Paul (Money for Nothing, Brothers in Arms, Imelda...)

#### Les Paul
- Les Paul 59 Reissue, de 1984, finition cherry sunburst.
- Les Paul 58, une originale. Avec le temps, le rouge de la finition s'est estompé.
- Les Paul 59 Standard : une originale.
- Les Paul Special, 1959 : avec deux échancrures, et deux micros simples. Possédait à l'origine un vibrato Bigsby (en). Mark la possédait déjà avant de créer Dire Straits.

#### Autres
- Gibson Super 400 (en), datant des années 1950. Équipée des micros Alnico d'origine.
- Chet Atkins classique électrique, à cordes nylon.
- SG blanche, datant du milieu des années 1960, accordée en open G.

### Autres marques
- National Style O, de 1937 : il s'agit de la fameuse guitare hawaïenne, en métal, dite Résonator qui orne la pochette de l'album Brothers in Arms. Très utilisée par Mark. Elle est équipée d'un micro Highlander IP-X d'une très grande sensibilité.
- Ovation Adamas, utilisée sur la tournée The Man is Too Strong en 1985
- Burns Baldwin 12 cordes
- Erlewine Automatic, surnommée The Pig par Mark
- Steinberger GL2 (guitare sans tête)
- Vigier Excalibur Custom (Frets 25 / Floyd Modifié / Kit EMG)
- Danelectro DC59 noire et blanche (photo du haut de l'article)
- Monteleone Isabelle, guitare archtop fabriquée par John Monteleone, utilisée dans la chanson Monteleone que Mark lui dédie, parue sur l'album Get Lucky

## Caractéristiques de son jeu
Influencé par le blues et la country, notamment par J.J. Cale, Chet Atkins et Hank Marvin des Shadows, Mark Knopfler ne joue qu'en son clair ou légèrement saturé (« crunch »), presque toujours aux doigts, n'utilisant que très rarement un médiator que ce soit en concert ou en studio, avec la technique appelée « chicken-picking » (à ne pas confondre avec le « fingerpicking », également une technique de jeu aux doigts, caractérisée par l'alternance des basses au pouce, popularisée notamment par Chet Atkins). Son instrument de prédilection, une Fender Stratocaster .
Gaucher, il joue comme un droitier. Son style à la main droite est une variante personnelle du style « clawhammer », dérivé du banjo, dans sa façon de positionner sa main et de frapper les cordes avec les doigts et les ongles. Sa main gauche, plus forte, lui permet de réaliser des vibratos et des bends très marqués
De son propre aveu, sa façon de jouer ferait bondir un professeur de guitare, notamment sa façon de tenir le manche de sa guitare 
« comme un plombier » qui ne s'inscrit pas dans les normes.